# シャルカニ
シャルカニ（ロシア語: Шарукань）は9 - 13世紀にかけて、ポロヴェツ族の勢力圏内に存在した都市である。ポロヴェツ族の中心的都市であり、名前はポロヴェツ族のハンの1人のシャルカン（ロシア語: Шарукан）に由来する。また、『ラヴレンチー年代記』上でオセネフという名で呼ばれている都市と同一である可能性が示唆されている。

## 地理
シャルカニの正確な位置については記録されていない。研究者の推測では、（年代記には軍隊の渡河地点・起点として記される）ドネツ川右岸の、現ウクライナ・ハリコフ州のチュフーイウ(ru)、ズミーイウ(ru)、あるいはハルキウ などがかつてのシャルカニの位置として挙げられている。また、B.ルィバコフ(ru)は、ドネツク都市遺跡(ru)（ハルキウの中心地から10km地点にある、8 - 13世紀の都市遺構）をシャルカニとみなした。

## 歴史
シャルカニはポロヴェツ族の都市とみなされているが、その元来の住人は定住化したアラン人であり、そこにポロヴェツ族が融合したものである。 1111年（サリニツァ川の戦い）、1116年に、シャルカニはウラジーミル・モノマフ等の率いるルーシ諸公国軍に占領された。その後、12世紀から13世紀初頭において、シャルカニは次第に衰退した。さらに1223年には、モンゴル帝国のジェベ・スブタイの侵攻(ru)を受けて破壊された。同年のカルカ河畔の戦いの後も、数年の間住人が残っていたが、1237年のバトゥを長とするモンゴルのルーシ侵攻の際には、残りの住人もシャルカニからの離脱を余儀なくされ、シャルカニは放棄された。